# ダロン・ホームズ2世
ダロン・ロドリック・ホームズ2世（DaRon Rodrick Holmes II, 2002年8月15日 - ）は、アメリカ合衆国アリゾナ州グッドイヤー出身のプロバスケットボール選手。NBAのデンバー・ナゲッツに所属している。ポジションはパワーフォワード。

## 経歴

### ハイスクール
高校3年目のシーズンに平均23.7得点・10.6リバウンド・3.8ブロックを記録し、アリゾナ州のゲータレード年間最優秀選手賞を受賞した。
4年目のシーズン開幕前にモントバード・アカデミーへ転校したが、冬にアリゾナ州へ戻り、AZコンパス・プレップへ転校した。
主要サイトから4つ星評価を受け、デイトン大学へ進学した。

### カレッジ
1年目の2021-22シーズンは35試合に出場して平均12.8得点、6.1リバウンド、2.3ブロックを記録し、アトランティック10カンファレンスの新人王を受賞した。
2022-23シーズンは34試合に出場して平均18.4得点、8.1リバウンド、1.9ブロックを記録し、オールアトランティック10ファーストチームに選出された。シーズン終了後に2023年のNBAドラフトへアーリーエントリーしたが、後に撤回して残留した。
2023-24シーズンは33試合に出場して平均20.6得点、8.5リバウンド、2.1ブロックを記録。2年連続でオールアトランティック10ファーストチームに選出され、最優秀守備選手賞を受賞した。シーズン終了後、2024年のNBAドラフトにアーリーエントリーした。

### NBA

#### デンバー・ナゲッツ
2024年6月26日に行われたNBAドラフトにて1巡目全体22位でフェニックス・サンズから指名され、その後にライアン・ダンのドラフト権、ケビン・マッカラー・ジュニアのドラフト権、2026年のドラフト2巡目指名権、2031年のドラフト2巡目指名権とのトレードでデンバー・ナゲッツへ放出された。7月9日にナゲッツとの契約に合意した。3日後のサマーリーグデビュー戦にて右アキレス腱を断裂する怪我を負い、2024-25シーズンを全休することが発表された。

## 個人成績

### カレッジ
| シーズン | チーム   | GP  | GS  | MPG  | FG%  | 3P%  | FT%  | RPG | APG | SPG | BPG | PPG  |
| -------- | -------- | --- | --- | ---- | ---- | ---- | ---- | --- | --- | --- | --- | ---- |
| 2021–22  | デイトン | 35  | 35  | 30.7 | .649 | .143 | .586 | 6.1 | 1.3 | .4  | 2.3 | 12.8 |
| 2022–23  | デイトン | 34  | 34  | 34.3 | .590 | .316 | .669 | 8.1 | 1.7 | .7  | 1.9 | 18.4 |
| 2023–24  | デイトン | 33  | 33  | 32.5 | .544 | .386 | .713 | 8.5 | 2.6 | .9  | 2.1 | 20.4 |
| 通算     | 通算     | 102 | 102 | 32.5 | .588 | .358 | .671 | 7.5 | 1.9 | .7  | 2.1 | 17.1 |